# Belgrado-Banja Luka
A Belgrado-Banja Luka (oficialmente: Belgrade-Banjaluka) é, desde do ano 2018, uma corrida por etapasque se disputa entre Belgrado (Sérvia) e Banja Luka (Bósnia e Herzegovina), no final do mês de abril.
Desde sua criação em 2007 e até ano 2017 disputavam-se, agrupadas baixo um mesmo nome comum, duas corridas ciclistas de um dia e a cada uma fazia parte do UCI Europe Tour sob categoria 1.2 (última categoria do profissionalismo). As corridas diferenciavam-se por um número, o qual identificava a ordem no que se disputavam. Tanto as 2 corridas de um dia, como a corrida por etapas unificada a partir de 2018 se correm entre Banja Luka (Bósnia e Herzegóvina) e Belgrado (Sérvia) no final do mês de abril durante dois dias consecutivos.
As corridas têm mudado em várias oportunidades a direcção nas que se realizam: as duas primeiras edições disputaram-se em sentido desde Belgrado para Banja Luka, no entanto na primeira edição a corrida I foi registada em Sérvia e a corrida II em Bósnia e Herzegovina mudando-se dito ordem de registo a partir da segunda edição. Em 2009 só se disputou profissionalmente uma delas se alterando para partir daí o lugar de início e final (início em Banja Luka e final em Belgrado) ainda que nesse ano se substituiu Banja Luka por Našice (Sérvia).Do ano 2010 ao 2014 voltaram a ser as duas corridas profissionais com a ordem estabelecida no ano anterior e voltando Banja Luka desta vez como cidade de saída,para voltar a mudar sua ordem novamente a partir do ano 2015.

## Nome das corridas
Em amarelo: edição amador.
| Ano       | I                     | II                     |
| --------- | --------------------- | ---------------------- |
| 2007      | Belgrade-Banja Luka I | Belgrade-Banja Luka II |
| 2008      | Belgrade-Banja Luka I | Belgrade-Banja Luka II |
| 2009      | Banja Luka-Belgrade   | Banja Luka-Belgrade II |
| 2010-2014 | Banja Luka-Belgrade I | Banja Luka-Belgrade II |
| 2015-2017 | Belgrade-Banja Luka I | Belgrade-Banja Luka II |
| 2018-     | Belgrade-Banja Luka   | Belgrade-Banja Luka    |

## Palmarés

### Corrida de um dia I
| Ano                   | Vencedor          | Segundo                | Terceiro               |
| --------------------- | ----------------- | ---------------------- | ---------------------- |
| Belgrado-Banja Luka I |                   |                        |                        |
| 2007                  | Matej Gnezda      | Igor Kranjec           | Gergely Ivanics        |
| 2008                  | Aldo Ino Ilešič   | Daniele Callegarin     | Emanuele Rizza         |
| Banja Luka-Belgrado   |                   |                        |                        |
| 2009                  | Normunds Lasis    | Rino Zampilli          | Krisztián Lovassy      |
| Banja Luka-Belgrado I |                   |                        |                        |
| 2010                  | Jure Zrimšek      | Maroš Kováč            | Yasuharu Nakajima      |
| 2011                  | Krisztián Lovassy | Matej Marin            | Radoslav Rogina        |
| 2012                  | Marko Kump        | Luka Mezgec            | Robert Jenko           |
| 2013                  | Michal Kolář      | Jan Sokol              | Matej Mugerli          |
| 2014                  | Martin Otoničar   | Fabian Schnaidt        | Mattia Gavazzi         |
| 2015                  | Marko Kump        | Charálampos Kastrantás | Polychrónis Tzortzákis |
| 2016                  | Vitaliy Buts      | Oleksandr Surutkovych  | Raman Ramanau          |
| 2017                  | Barnabás Peák     | Robert Jenko           | Dušan Rajović          |

### Corrida de um dia II
| Ano                                               | Vencedor         | Segundo           | Terceiro              |
| ------------------------------------------------- | ---------------- | ----------------- | --------------------- |
| Belgrade-Banja Luka II                            |                  |                   |                       |
| 2007                                              | Zsolt Dér        | Jure Kocjan       | Igor Kranjec          |
| 2008                                              | Matej Stare      | Matej Gnezda      | Daniele Callegarin    |
| Banja Luka-Belgrado II (a edição 2009 foi amador) |                  |                   |                       |
| 2009                                              | Vladimir Kerkez  | Bálint Szeghalmi  | Boštjan Rezman        |
| 2010                                              | Matej Marin      | Nik Burjek        | Borislav Ivanov       |
| 2011                                              | Matija Kvasina   | Matej Jurčo       | Luka Mezgec           |
| 2012                                              | Matej Mugerli    | Marko Kump        | Riccardo Zoidl        |
| 2013                                              | Matej Mugerli    | Markus Eibegger   | Jan Sokol             |
| 2014                                              | Ivan Stević      | Geórgios Boúglas  | Stefan Schäfer        |
| 2015                                              | Andi Bajc        | Lukas Pöstlberger | Ivan Stević           |
| 2016                                              | Filippo Fortin   | Vitaliy Buts      | Oleksandr Surutkovych |
| 2017                                              | Nicola Gaffurini | Paolo Totò        | Dušan Rajović         |

### Corrida por etapas
| Ano  | Vencedor            | Segundo              | Terceiro        |
| ---- | ------------------- | -------------------- | --------------- |
| 2018 | Gašper Katrašnik    | Roman Maikin         | Germán Tivani   |
| 2019 | Paweł Franczak      | Aaron Grosser        | Attila Valter   |
| 2020 | Jakub Kaczmarek     | Martí Márquez        | Daniil Pronskiy |
| 2021 | Mihkel Räim         | Justin Wolf          | Patryk Stosz    |
| 2022 | Jakub Kaczmarek     | Gianni Marchand      | Lennert Teugels |
| 2023 | Gregor Matija Černe | Eduard-Michael Grosu | Bartosz Rudyk   |
| 2024 | Piotr Pękala        | Davide Toneatti      | Mihael Štajnar  |

## Palmarés por países
| País       | Vitórias |
| ---------- | -------- |
| Eslovênia  | 6        |
| Hungria    | 2        |
| Letônia    | 1        |
| Eslováquia | 1        |
| Ucrânia    | 1        |

| País      | Vitórias |
| --------- | -------- |
| Eslovênia | 6        |
| Sérvia    | 2        |
| Itália    | 2        |
| Croácia   | 1        |

| País      | Vitórias |
| --------- | -------- |
| Polónia   | 2        |
| Eslovênia | 1        |
| Estónia   | 1        |

| País       | Vitórias |
| ---------- | -------- |
| Eslovênia  | 13       |
| Sérvia     | 2        |
| Hungria    | 2        |
| Itália     | 2        |
| Polónia    | 2        |
| Letônia    | 1        |
| Croácia    | 1        |
| Eslováquia | 1        |
| Ucrânia    | 1        |
| Estónia    | 1        |

## Estatísticas

### Mais vitórias de corridas
| Corredor      | Vitórias |
| ------------- | -------- |
| Matej Mugerli | 2        |
| Marko Kump    | 2        |